# Anna De Weert
Anna De Weert (* 27. Mai 1867 in Gent, Belgien; † 12. Mai 1950 ebenda; geborene Anna Virginie Caroline Cogen) war eine belgische Malerin von Landschaften, Stillleben, Interieurs und Stadtbildern.

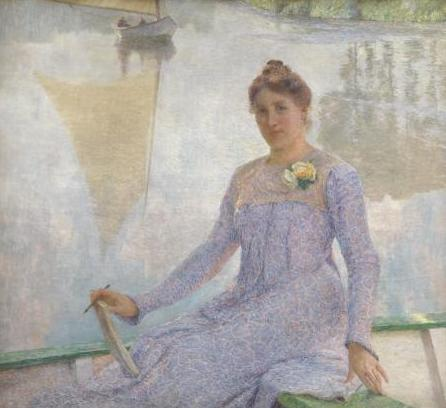
Emile Claus: Porträt Anna de Weert (1920)

## Werdegang
Anna Virginie Caroline Cogen wurde während der Regierungszeit von König Leopold II. in Flandern geboren. Sie wuchs in einem traditionell bürgerlichen Milieu auf. Das Zeichnen und das Malen mit Aquarellfarben gehörte zu ihrer Erziehung. Dabei erhielt sie Privatunterricht von Künstlern aus Gent. In diesem Zusammenhang ist zu erwähnen, dass ihre beiden Onkel, Félix und Alfons Cogen, Künstler waren. Ihr Interesse galt auch der Literatur. Mütterlicherseits war sie die Enkelin des Schriftstellers Karel Lodewijk Ledeganck. Dieses künstlerische Umfeld förderte ihren Entschluss selbst Künstlerin zu werden.
Sie heiratete 1891 Maurice De Weert, einen Rechtsanwalt aus Gent, der auch als Essayist und Journalist tätig war. Später wurde De Weert Stadtrat und Alderman der City Gent. Bei ihrer Eheschließung nahm sie den Familiennamen ihres Ehemannes an. In der Folgezeit lernte sie den belgischen Maler Emile Claus kennen. Um 1893 nahm sie kostenlosen Unterricht bei ihm in seiner Villa Zonneschijn in Astene, dem Landhaus von Claus an der Leie. Seit 1896 besaß sie selbst ein eigenes Domizil an der Leie. Der Hof ter Neuve in Afsnee war nicht weit entfernt von Gent.
Ihr Debüt als Künstlerin feierte sie 1895 bei einer Ausstellung in Gent. Bis zu ihrem Tod stellte sie regelmäßig ihre Werke aus. Sie konnte sich früh International etablieren. Von 1910 war sie korrespondierendes Mitglied der modernen Wiener Secession. Ferner war sie besonders im Cercle Artistique et Littéraire von Gent aktiv, wo sie immer wieder an kleinen Gruppenausstellungen teilnahm.
Sie war treibende Kraft hinter der Schaffung einer luministischen Gesellschaft. Bereits 1903 versuchte sie zusammen mit dem belgischen Impressionisten Rodolphe Wytsman eine Gruppe zusammenzubringen. Allerdings wurde diese Anstrengung damals vom belgischen Impressionisten Adriaan Joseph Heymans blockiert. Der belgische Impressionist George Morren hatte dieselbe Idee. Im weiteren Verlauf konnten sie außerdem Claus, Heymans und James Ensor für die Idee begeistern. 1904 wurde die Gesellschaft Vie et Lumière gegründet.
Die Kriegsjahre verbrachte sie in Gent. Ihr Ehemann wurde im Verlauf des Ersten Weltkrieges in das Deutsche Reich deportiert. Die bedrückende Situation hielt sie nicht davon ab sich künstlerisch weiterzuentwickeln. Im Gegenteil, sie organisierte nach dem Krieg ihre erste Einzelausstellung. Die Ausstellung war ein gesellschaftliches Ereignis. Sie wurde vom Cercle Artistique et Littéraire in Brüssel eröffnet. Zu den Besuchern zählten der belgische Minister für öffentliche Arbeiten Edward Anseele, die belgischen Maler Albert Baertsoen und Emile Claus sowie der Direktor der Académie des Beaux-Arts Paul Lambotte. Für den Katalog konnte sie Hippolyte Fierens-Gevaert gewinnen, einen seriösen Kunstkritiker und Chefkurator der Königlichen Museen für Kunst und Geschichte in Brüssel. Auf diese Weise konnte sie im März 1920 77 Werke in Brüssel ausstellen und einige Monate später 103 Werke in Gent.
In den 1920er Jahren hielt sie sich oft in Rom (Italien) auf, wo sie tagelang durch die Gärten der Ewigen Stadt rund um die Villa Medici und den Vatikan wanderte. Nach dem Tod ihres Ehemannes im Jahr 1930 zog sie sich aus dem öffentlichen Leben zurück. Sie fuhr aber fort als Rednerin aufzutreten. Dabei sprach sie unter anderem über Claus’ und ihre Reisen an das Mittelmeer. Ihren endgültigen Triumph feierte sie im Januar 1938, als die Kunstgesellschaft ihrer Heimatstadt ihr eine große Retrospektive widmete.
Nach ihrem Tod vermachte sie ihre Kunstsammlung der Stadt, einschließlich des berühmten Porträt von Anna De Weert, welches Emile Claus 1899 von ihr anfertigte.

## Vermächtnis
Ihr Aufenthalt in Astene bei Emile Claus hatte einen starken Einfluss auf ihre Werke aus der damaligen Zeit. In diesem Zusammenhang folgte sie Claus sicherlich thematisch: Die Leie nahm einen zentralen Platz in ihren Werken ein. Allerdings waren sie chaotischer und exzentrischer. Im Gegensatz zu Claus wandte sie mehr und stärker Farben ein. Hinsichtlich dieser waren ihre Kontraste härter und die Farbtöne heller. Wie bei der belgischen Malerin Jenny Montigny hatte die Farbe Vorrang vor der Form. In Bezug auf Farbe ist es schwierig ihr symphonisches Farbgedicht zu den ruhigen anspruchslosen Szenen ihres Meisters Emile Claus zu vergleichen. Das Arrangement, die Nuancen und die Perspektiven waren nicht ihr erstes Anliegen. Der Lichtschein beseitigte alle Formen der Materialität und hüllte so die Realität ganz im Gegenteil ein.
Schon um die Jahrhundertwende zählte sie zu den wichtigsten Luministen. Betreffend ihrer künstlerischen Arbeit schrieb die Antwerpener Zeitschrift Kunst & Leven 1904 folgendes:

„Her talent matured quickly; she has found her way and given form and colour to the beauty of her independent artist's unconscious; we will never forget her work.“

Anlässlich der Retrospektive im Cercle Artistique in Gent im Januar 1938 vermerkte der Kritiker Frédéric De Smet folgendes im Katalog:

„With rare good fortune she discovered her art, the finest, the most subtle hues in mist or lighting effects that possess and poeticise this marvellous place in Flanders; this setting along the Leie [close to Ter Neuve in Astene] that she has reserved to herself.“

## Werke (Auswahl)
- Dans les trèfles, 1890
- Poppies in the garden, 1887
- Stromijten te Afsnee, 1897

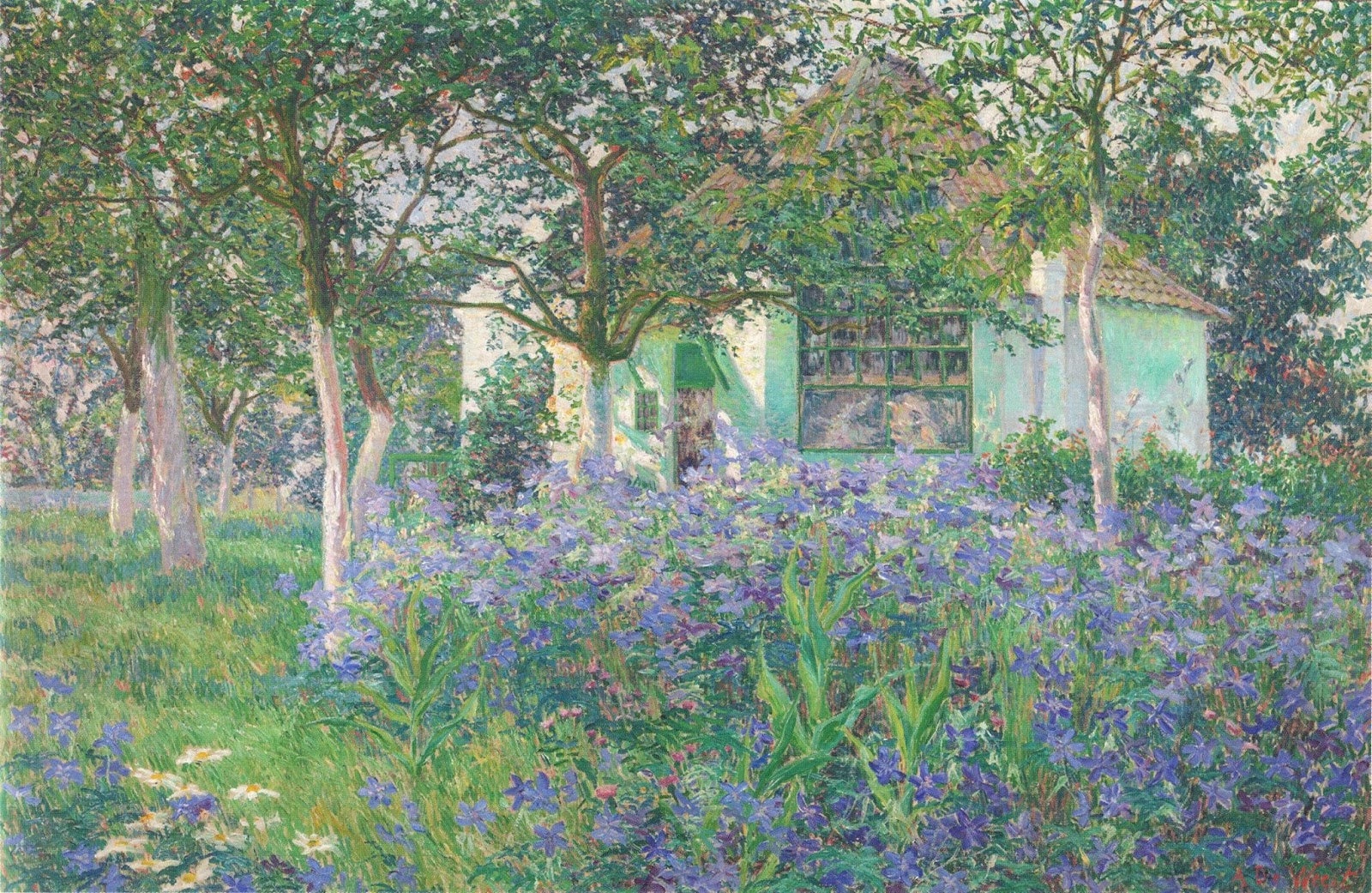
(1910)

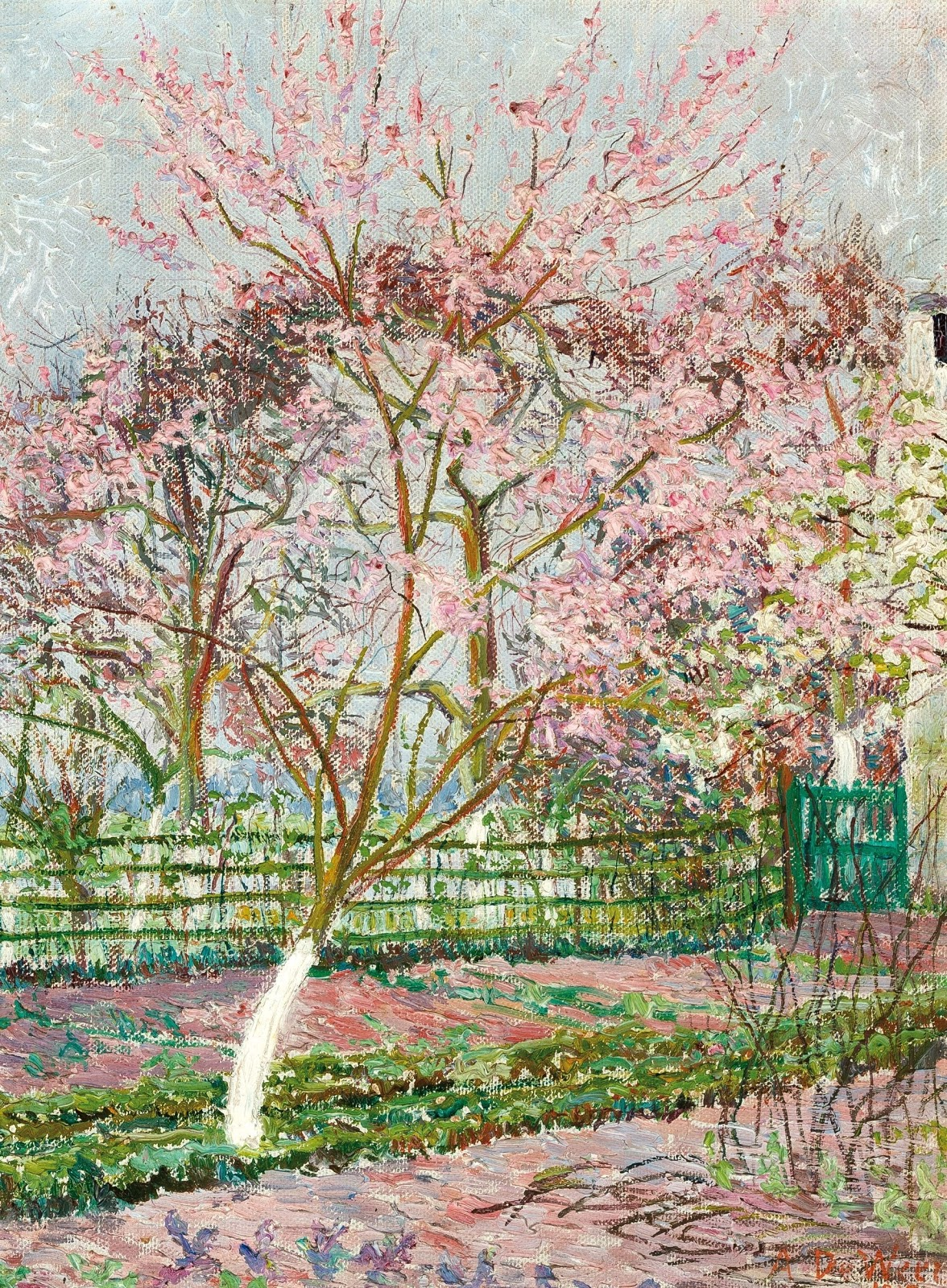
(1915)

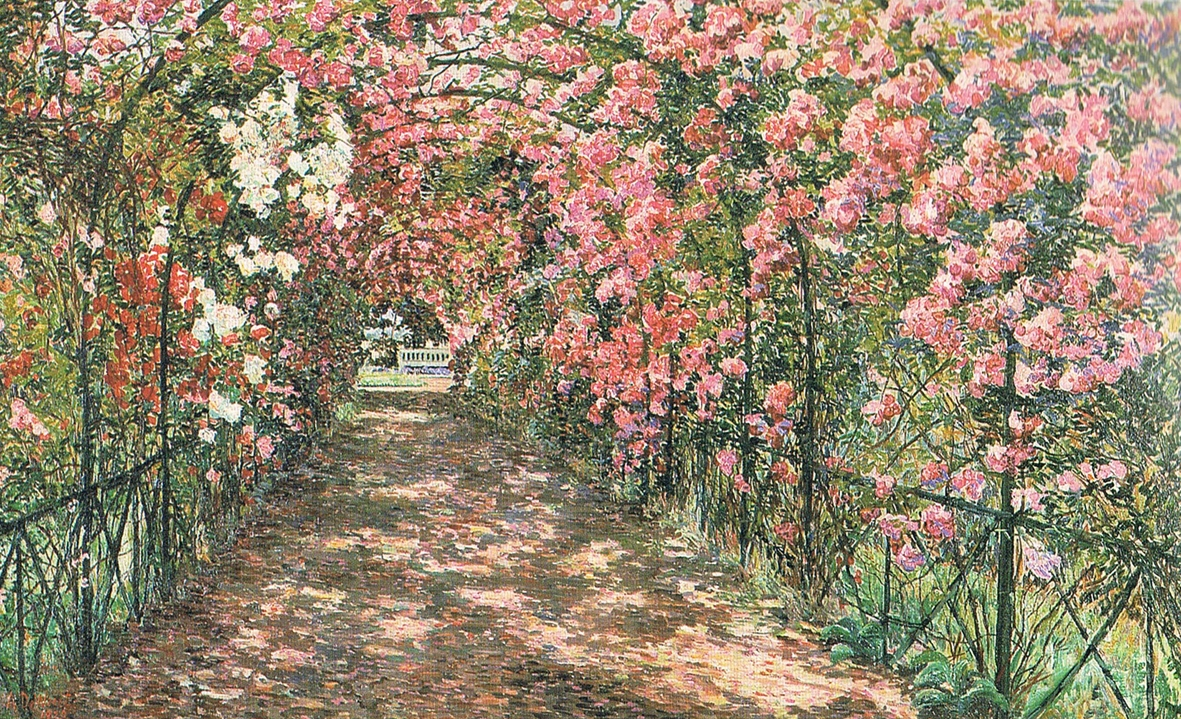
Tonnelle de rosiers (1920)

- Vue de la lys avec les tours de gand à l'horizon, 1897
- Avond in Afsnee, 1897–1898
- Witte hoeve in de zon, 1897–1898
- Vroege morgen - Heure matinale, 1898
- De tuinman, 1903
- De leie te afsnee, 1903–1904
- Riviergezicht, 1903–1904
- Stilleven met bloemenvaas, 1906
- Gent, Kraanlei, 1909
- Groupe d'asters, 1910
- Interieur, 1910–1911
- Zomer op het erf, 1913
- Mon jardin - La tonelle de roses blanches, 1914
- Le grand poirier devant la lys, 1915–1916
- Buitenhuis ter Neuve, 1919–1920
- Tonnelle de rosiers, 1920
- Forum Romanum, 1921
- De rozentuin, 1924
- La maison de nos amis, 1928
- Le verger de l'hôpital à Gand, 1931
- Berge à Terre-Neuve, 1936
- Bloemen
- Chrysanten
- Marais en décembre
- Meisje aan de Drie Leien - Fillette au bord de la Lys
- Riddersporen
- Rozentuin
- Sommerlicher Garten mit Pergola
- Villa à Fossette
- Zuiders landschap